# Trifluridina
Trifluridina conosciuta anche come trifluorotimidina oppure TFT, è un farmaco antivirale utilizzato come rimedio topico principalmente in oftalmologia per il trattamento delle infezioni da herpes simplex virus di tipo 1 (HSV-1) e di tipo 2 (HSV-2), e le infezioni da vaccinia virus. In vitro la molecola inibisce anche alcuni ceppi di adenovirus.
In Italia la molecola è venduta dalla società farmaceutica Servier sotto forma di compresse in associazione con tipiracil (che potenzia l'azione della trifluridina). Il nome commerciale di questa formulazione è Lonsurf.

## Farmacodinamica
Trifluridina è un nucleotide pirimidinico fluorurato con struttura chimica simile a quella della timidina.
La molecola si comporta come un antimetabolita. I virus a DNA e gli herpes virus utilizzano la timidina nella sintesi dell'acido desossiribonucleico (DNA). Trifluridina interferisce con la sintesi del DNA virale ed incrementa il tasso delle mutazioni. La molecola viene utilizzata come substrato per la DNA polimerasi virale e porta alla formazione di DNA 'difettoso' poiché TFT viene incorporata nel filamento di DNA sostituendo molte delle normali basi di timidina. Viene così inibita la formazione delle proteine codificate dal DNA del virus e ne viene quindi ostacolata quindi la replicazione.
Inibisce in modo reversibile la timidilato sintasi, un enzima richiesto per la corretta sintesi del DNA.

## Farmacocinetica
L'uso di trifluridina è destinato alla somministrazione topica e dopo somministrazione per via oculare l'assorbimento sistemico appare trascurabile. Anche in presenza di difetti dell'epitelio corneale comportanti una diminuita integrità corneale, così come in caso di infiammazione stromale od uveite, si ritiene che nell'umore acqueo possano essere rilevate solo quantità minime della molecola.

L'uso di scudi corneali al collagene imbevuti di trifluridina  (un sistema che, generalmente, permette un rilascio prolungato nel tempo ed un migliore assorbimento topico del farmaco) non sembra migliorare la disponibilità del farmaco, e quindi non è indicato nella terapia delle cheratiti sostenute da virus sensibili.

## Tossicologia
La DL50 nel topo e nel ratto per via orale è stata pari o superiore a 4379 mg/kg peso corporeo.
Studi in vitro effettuati sui conigli hanno mostrato che trifluridina penetra la cornea intatta. È stata infatti rilevata la presenza di 5-carbossi-2-deossiuridina (il principale metabolita della trifluridina) sul lato endoteliale della cornea.

Questi dati non sono stati confermati da studi successivi ed il metabolita non è stato rinvenuto all'interno dell'umore acqueo umano.
In vitro il composto è apparso mutageno, in grado di danneggiare il DNA e determinare alterazioni geniche. Nei ratti è stata riportata l'insorgenza di tumori maligni.

## Usi clinici
Il farmaco trova indicazione nel trattamento locale delle cheratiti e delle cherato-congiuntiviti causate dal virus herpes simplex.
È stata anche utilizzata per trattare le infezioni oculari da vaccinia virus, vale a dire per ridurre la progressione e dare inizio alla risoluzione delle infezioni corneali e congiuntivali che si verificano come complicanza delle vaccinazioni da vaiolo.

## Dosi terapeutiche
Nei soggetti adulti è generalmente indicata l'applicazione nel sacco congiuntivale di 1 goccia di trifluridina collirio ogni 2 ore (con un massimo di 8 volte al giorno) fino a quando non si assiste alla riepitelizzazione. 
Dopo la riepitelizzazione iniziale il dosaggio può essere ridotto ad 1 goccia ogni 4 ore durante la veglia (con un minimo di 5 volte al giorno) 
per ulteriori 7 giorni di terapia per ridurre le recidive di infezione.

## Effetti collaterali ed indesiderati
La reazione avversa più frequentemente riportata durante trial clinici controllati è stata una sensazione di bruciore, lieve e transitoria, associata alla comparsa di arrossamento dell'occhio ed edema palpebrale.
Altre reazioni indesiderate riportate con una frequenza inferiore sono state la cheratopatia punctata superficiale, la cheratopatia epiteliale, reazioni da ipersensibilità, edema stromale, cheratite secca ed aumento della pressione intraoculare.

## Controindicazioni
La trifluridina è controindicata nei soggetti con ipersensibilità nota al principio attivo oppure ad uno qualsiasi degli eccipienti utilizzati nella formulazione farmaceutica.
Controindicato ai pazienti con danno renale.

## Gravidanza e allattamento
Trifluridina non si è dimostrata teratogena in studi su animali (ratti e conigli) quando viene somministrata per via sottocutanea. Non ci sono studi adeguati e ben controllati su donne in gravidanza. Tuttavia il farmaco può essere utilizzato nelle donne in gravidanza solo se il potenziale beneficio della madre giustifica il rischio a carico del feto.

La Food and Drug Administration ha inserito trifluridina in classe C per l'impiego in gravidanza. In questa classe sono inseriti farmaci i cui studi sugli animali hanno rilevato effetti dannosi sul feto, effetto teratogenico, letale o altro, e per i quali non sono disponibili studi controllati in donne oppure farmaci per i quali non sono disponibili studi né sull'uomo né sull'animale.
È improbabile che trifluridina venga escreta nel latte umano dopo instillazione oftalmica, sia per i bassi dosaggi utilizzati che per l'estrema brevità dell'emivita del farmaco (circa 12 minuti). È comunque bene che le madri che allattano al seno evitino di utilizzare la molecola.